# Le Landreau
 Le Landreau  es una población y comuna francesa, situada en la región de Países del Loira, departamento de Loira Atlántico, en el distrito de Nantes y cantón de Le Loroux-Bottereau.

## Demografía
| 1368 | 1354 | 1386 | 1851 | 2026 | 2140 |
| Para los censos de 1962 a 1999 la población legal corresponde a la población sin duplicidades (Fuente: INSEE [Consultar]) |      |      |      |      |      |